# Praia do Vau
Praias do Vau (primeiro plano) e do Alemão (ao fundo)
A Praia do Vau é uma praia oceânica no município de Portimão, no Algarve, Portugal.
Tem um areal ladeado por arribas suaves. É uma praia com tranquilidade, sendo conhecida pelo seu iodo e pela argila das falésias, e ainda pelas formações rochosas irregulares. Dispõe de todas as infraestruturas de apoio e tem bandeira azul.